# Konrad Hari
Konrad Hari (* 8. Februar 1978 in Adelboden) ist ein ehemaliger Schweizer Skirennfahrer. Er gewann die Bronzemedaille im Super-G bei den Juniorenweltmeisterschaften 1998 und siegte in drei Europacuprennen. Im Weltcup fuhr der Abfahrts- und Super-G-Spezialist achtmal unter die besten 20.

## Biografie
Haris erster grosser Erfolg war der Sieg bei den Schweizer Juniorenmeisterschaften im Riesenslalom im Januar 1998. Einen Monat später gewann er bei den Juniorenweltmeisterschaften die Bronzemedaille im Super-G.
Ab dem folgenden Winter startete Hari regelmässig im Europacup. Der Durchbruch gelang ihm in der Saison 1999/2000, als er am 27. Januar 2000 in der Abfahrt von Les Orres seinen ersten Sieg feierte und zum Saisonende den vierten Platz in der Abfahrtswertung belegte. In den nächsten Jahren erreichte er in Abfahrten und Super-Gs zahlreiche Top-10-Plätze, und vereinzelt gelang ihm auch der Sprung auf das Podest. In den Saisons 2001/02 und 2002/03 erreichte er den vierten bzw. fünften Platz im Super-G-Klassement. Auf nationaler Ebene feierte er 2004 seinen grössten Erfolg, als er Schweizer Meister im Super-G wurde. Auf seinen zweiten Sieg im Europacup musste Hari allerdings fünf Jahre warten. Dieser gelang ihm erst am 9. Januar 2005 in der Abfahrt von Bad Kleinkirchheim. Am nächsten Tag fuhr er in der zweiten Abfahrt noch einmal auf Platz eins und sicherte sich damit in der Saison 2004/05 den Sieg in der Abfahrtswertung.
Im Weltcup kam Hari erstmals am 13. Februar 2000 als 24. im Super-G von St. Anton in die Punkteränge. Für mehr als vier Jahre blieb dies sein bestes Resultat, denn Platzierungen unter den schnellsten 30 gelangen ihm nur selten. Anfang Dezember 2004 erreichte er mit Platz zwölf im Super-G von Beaver Creek erstmals eine vordere Platzierung, und im weiteren Verlauf der Saison 2004/05 fuhr er noch viermal unter die schnellsten 20. Sein bestes Weltcupergebnis erreichte der Schweizer am 20. Januar 2006 mit Platz zehn im Super-G von Kitzbühel. Die Konstanz fehlte ihm aber weiterhin, denn in den anderen Saisonrennen kam er nur ein weiteres Mal unter die besten 20. Nach einer Verletzung am Beginn der Saison 2006/07 musste er über zwei Monate pausieren. Erst am Saisonende nahm er wieder an Weltcuprennen teil, blieb dabei aber ohne Punkte. In der Saison 2007/08 kam er auch nur in zwei Weltcuprennen unter die besten 30. 2008 gab Hari seinen Rücktritt vom Skirennsport bekannt.

## Sportliche Erfolge

### Weltcup
- Ein zehnter Platz und weitere sieben Platzierungen unter den besten 20

### Europacup
- Saison 1999/00: 4. Abfahrt
- Saison 2001/02: 4. Super-G
- Saison 2002/03: 5. Super-G
- Saison 2004/05: 1. Abfahrt
- Saison 2006/07: 5. Super-G
- Zehn Podestplätze, davon drei Siege:

| Datum           | Ort                | Land       | Disziplin |
| --------------- | ------------------ | ---------- | --------- |
| 27. Januar 2000 | Les Orres          | Frankreich | Abfahrt   |
| 9. Januar 2005  | Bad Kleinkirchheim | Österreich | Abfahrt   |
| 10. Januar 2005 | Bad Kleinkirchheim | Österreich | Abfahrt   |

### Juniorenweltmeisterschaften
- Schladming 1997: 12. Super-G, 15. Riesenslalom
- Megève 1998: 3. Super-G, 9. Abfahrt, 11. Slalom

### Weitere Erfolge
- Schweizer Meister im Super-G 2004
- Schweizer Juniorenmeister im Riesenslalom 1998
- Fünf Siege in FIS-Rennen